# Dilly Duka
Dilly Duka, né le 15 septembre 1989 à Montville dans le New Jersey, est un joueur de soccer américain. Il évolue au poste de milieu de terrain.

## Biographie
Dilaver Duka nait de parents albanais dans le nord du New Jersey. Étudiant de l'Université Rutgers, il rejoint l'équipe de football des Scarlet Knights en NCAA.
En 2009, il dispute la coupe du monde U20 avec les États-Unis. Éliminé au premier tour, il inscrit un but contre le Cameroun.
Il est repêché en 8e position lors de la MLS SuperDraft 2010 par le Crew de Columbus.
Après deux saisons passées à Columbus, Duka est échangé contre Dominic Oduro au Fire de Chicago. À Chicago, il réalise une saison pleine en 2013 mais perd son statut de titulaire en 2014. Il est finalement échangé à l'Impact de Montréal contre Sanna Nyassi le 29 juillet 2014. Il y retrouve son ancien entraineur Frank Klopas.
Il commence la saison 2015 en inscrivant un doublé au Mexique face au CF Pachuca en quart-de-finale de la Ligue des champions de la CONCACAF.
À l'issue de la saison 2015, il quitte l'Impact pour tenter l'aventure en Europe. Six mois plus tard, il décide finalement de s'engager avec le Crew de Columbus pour la deuxième partie de la saison 2016 de MLS.

## Palmarès
- Champion d'Albanie en 2019 avec le FK Partizani Tirana.

## Statistique en club
| Saison                | Club                  | Championnat           | Championnat | Championnat | Coupe(s) nationale(s) | Coupe(s) nationale(s) | Compétition(s) continentale(s) | Compétition(s) continentale(s) | Compétition(s) continentale(s) | Séries | Séries | Total | Total |
| Saison                | Club                  | Division              | M.          | B.          | M.                    | B.                    | Comp.                          | M.                             | B.                             | M.     | B.     | M.    | B.    |
| 2010                  | Columbus Crew         | MLS                   | 3           | 0           | 3                     | 0                     | LCC                            | 4                              | 0                              | -      | -      | 10    | 0     |
| 2011                  | Columbus Crew         | MLS                   | 22          | 2           | 0                     | 0                     | LCC                            | 1                              | 0                              | 1      | 0      | 24    | 2     |
| 2012                  | Columbus Crew         | MLS                   | 20          | 0           | 0                     | 0                     | -                              | -                              | -                              | -      | -      | 20    | 0     |
| 2013                  | Chicago Fire          | MLS                   | 31          | 4           | 4                     | 0                     | -                              | -                              | -                              | -      | -      | 35    | 4     |
| 2014                  | Chicago Fire          | MLS                   | 6           | 0           | 0                     | 0                     | -                              | -                              | -                              | -      | -      | 6     | 0     |
| 2014                  | Impact de Montréal    | MLS                   | 14          | 3           | -                     | -                     | LCC                            | 4                              | 0                              | -      | -      | 18    | 3     |
| 2015                  | Impact de Montréal    | MLS                   | 27          | 2           | 3                     | 0                     | LCC                            | 6                              | 2                              | 3      | 1      | 39    | 5     |
| 2016                  | Columbus Crew SC      | MLS                   | 15          | 1           | 0                     | 0                     | -                              | -                              | -                              | -      | -      | 15    | 1     |
| 2017                  | Columbus Crew SC      | MLS                   | 0           | 0           | 1                     | 0                     | -                              | -                              | -                              | -      | -      | 1     | 0     |
| 2017                  | New York Red Bulls    | MLS                   | 0           | 0           | 0                     | 0                     | -                              | -                              | -                              | -      | -      | 0     | 0     |
| Total sur la carrière | Total sur la carrière | Total sur la carrière | 138         | 12          | 11                    | 0                     | -                              | 15                             | 2                              | 4      | 1      | 168   | 15    |